# Vannecourt
Vannecourt là một xã trong vùng Grand Est, thuộc tỉnh Moselle, quận Château-Salins, tổng Château-Salins. Tọa độ địa lý của xã là 48° 52' vĩ độ bắc, 06° 33' kinh độ đông. Vannecourt nằm trên độ cao trung bình là 260 mét trên mực nước biển, có điểm thấp nhất là 213 mét và điểm cao nhất là 336 mét. Xã có diện tích 9,55 km², dân số vào thời điểm 1999 là 60 người; mật độ dân số là 6 người/km².

## Thông tin nhân khẩu
| 1962 | 1968 | 1975 | 1982 | 1990 | 1999 |
| ---- | ---- | ---- | ---- | ---- | ---- |
| 60   | 82   | 77   | 66   | 83   | 60   |